# Godnič
Godnič je priimek v Sloveniji, ki ga je po podatkih Statističnega urada Republike Slovenije na dan 1. januarja 2010 uporabljalo 180 oseb in je med vsemi priimki po pogostosti uporabe uvrščen na 2.417. mesto.

## Znani nosilci priimka
- Anja Godnič, karateistka
- Bernardin Godnič (1914—1977), duhovnik
- Beti Godnič, ekonomistka, predavateljica
- Boris Godnič, fotograf
- Franc Godnič (1920—2000), duhovnik
- Greta Godnič, scenografka (RTV Slovenija, film, gledališče)
- Ivo (Ivan) Godnič (*1963), igralec, humorist, imitator lika maršala Tita
- Jožef Godnič (star.) (1851—1929), duhovnik
- Jožef Godnič (ml.) (1884—1949), duhovnik
- Just Godnič (1908—1990), TIGR-ovec, partizan, politik
- Klavdij Godnič, direktor Sečoveljskih solin
- Neva Godini Godnič (1944—1995), slavistka, publicistka, literatka, prevajalka
- Stanka Godnič (1929—2006), filmska kritičarka in publicistka (cineastka)
- Tanja Godnič, turistična delavka na Krasu
- Viktor Godnič, salezijanec, slikar